# Polyopisthocotylea
Polyopisthocotylea zijn een onderklasse van platwormen (Plathelmintes).

## Taxonomie
De volgende taxa worden bij de onderklasse ingedeeld:
- Orde Chimaericolidea
  - Familie Chimaericolidae Brinkmann, 1942
- Orde Diclybothriidea
  - Familie Diclybothriidae Bychowsky & Gusev, 1950
  - Familie Hexabothriidae Price, 1942
- Orde Mazocraeidea
  - Familie Allodiscocotylidae Tripathi, 1959
  - Familie Allopyragraphoridae Yamaguti, 1953
  - Familie Anchorophoridae Bychowsky & Nagibina, 1958
  - Familie Axinidae Monticelli, 1903
  - Familie Bychowskicotylidae Lebedev, 1969
    - = Calyxinellidae Lebedev, 1972

  - Familie Chauhaneidae Euzet & Trilles, 1960
  - Familie Diclidophoridae Cerfontaine, 1895
    - = Megaloncidae Yamaguti, 1958

  - Familie Diplozoidae Palombi, 1949
  - Familie Discocotylidae Price, 1936
    - = Anthocotylidae Bychowsky, 1957
    - = Bicotylophoridae Amato, 1994

  - Familie Gastrocotylidae Price, 1943
  - Familie Gotocotylidae Yamaguti, 1963
  - Familie Heteraxinidae Unnithan, 1957
    - = Cemocotylidae Price, 1962

  - Familie Heteromicrocotylidae Unnithan, 1961
  - Familie Hexostomatidae Price, 1936
  - Familie Macrovalvitrematidae Yamaguti, 1963
  - Familie Mazocraeidae Price, 1936
  - Familie Mazoplectidae Mamaev & Slipchenko, 1975
  - Familie Megamicrocotylidae Mamaev, 1990
  - Familie Microcotylidae Taschenberg, 1879
  - Familie Monaxinoididae Mamaev, 1990
  - Familie Octolabeidae Yamaguti, 1963
  - Familie Octomacridae Yamaguti, 1963
  - Familie Paramonaxinidae Mamaev, 1990
  - Familie Plectanocotylidae Monticelli, 1903
  - Familie Protomicrocotylidae Johnston & Tiegs, 1922
  - Familie Pseudodiclidophoridae Yamaguti, 1965
    - = Gephyrocotylidae Unnithan, 1966

  - Familie Pterinotrematidae Bychowsky & Nagibina, 1959
  - Familie Pyragraphoridae Yamaguti, 1963
  - Familie Rhinecotylidae Lebedev, 1979
  - Familie Thoracocotylidae Price, 1936
    - = Neothoracocotylidae Lebedev, 1969
- Orde Polystomatidea
  - Familie Polystomatidae Gamble, 1896